# Історична пам'ятка (Франція)

Логотип історичних пам'яток: лабіринт Реймського собору Богоматері

Густота історичних пам'яток на
100 км² по департаментах Франції:
більше 20
від 10 до 20
від 8 до 10
від 6 до 8
від 4 до 6
від 2 до 4

Історична пам'ятка (фр. monument historique) — об'єкт національної спадщини Франції. Цей термін також позначає державний механізм, за яким захист національної спадщини поширюється на будівлі або їх окремі частини, комплекси будівель, сади, мости, та інші споруди, а також рухомі об'єкти, зважаючи на їх важливість для архітектурної та історичної культурної спадщини Франції. До списку історичних пам'яток можуть зараховуватись об'єкти, що перебувають у державній або приватній власності.
Будівля може отримати статус історичної пам'ятки за інтер'єр та/або екстер'єр, в деяких випадках з огляду на історичне значення статус надається внутрішньому оформленню будинку, його меблям, окремій кімнаті, або навіть сходам. Наприклад, статус історичної пам'ятки отримало оформлення кафе «Deux Garçons» в Екс-ан-Провансі, постійними відвідувачами якого були Альфонс де Ламартін, Еміль Золя і Поль Сезан. Певні будівлі відзначаються як історична пам'ятка, оскільки вони пов'язані з якоюсь визначною особою. Наприклад заїжджий двір Auberge Ravoux в Овер-сюр-Уазі став історичною пам'яткою, оскільки пов'язаний з біографією художника Вінсента ван Гога. Починаючи з 1990-х років статус історичної пам'ятки отримало багато місць, пов'язаних з наукою.
Державна система охорони об'єктів національної спадщини у Франції бере початок з часів Французької революції, коли уряд дав археологу Александру Ленуа доручення описати і забезпечити захистом певні споруди. Перші визначення категорій були подані у 19 столітті письменником Проспером Меріме, генеральним інспектором з історичних пам'яток, у першому списку, затвердженому у 1840 році.